# Anaea cambyses
Anaea cambyses är en fjärilsart som beskrevs av Druce 1877. Anaea cambyses ingår i släktet Anaea och familjen praktfjärilar. Inga underarter finns listade i Catalogue of Life.